# Santa Maria del Soccorso
Santa Maria del Soccorso - stacja na linii B metra rzymskiego. Stacja została otwarta w 1990. W pobliżu znajduje się Kościół Santa Maria del Soccorso. Poprzednim przystankiem jest Ponte Mammolo, a następnym Pietralata.